# Melvin Zaalman
Melvin Zaalman (Rotterdam, 17 juni 1988) is een Nederlands voetballer. Op dertienjarige leeftijd kwam hij in de jeugdopleiding van Sparta Rotterdam. Hij debuteerde in 2010 op huurbasis in het profvoetbal voor FC Dordrecht.
Zaalman was ook Nederlands jeugdinternational. Met het Nederlands voetbalelftal onder 17 werd hij in 2005 tweede op het Europees kampioenschap en derde op het wereldkampioenschap onder 17.